# Vojtěch Schulmeister
Vojtěch Schulmeister (ur. 9 września 1983 w Ołomuńcu) – czeski piłkarz grający na pozycji napastnika.